# Geneesmiddelenvergoedingssysteem
Het Geneesmiddelenvergoedingssysteem (GVS) is in Nederland ingevoerd in 1991. Het is een systeem waarbij therapeutisch vergelijkbare geneesmiddelen samen worden geclusterd in eenzelfde rubriek. Voor een dergelijke geclusterde groep geldt een limietvergoeding. Boven de limiet moet de verzekerde bijbetalen als de fabrikant zijn prijs niet wil verlagen. Het is in 2006 doorgeschoven vanuit de Ziekenfondswet in de Zorgverzekeringswet. Sinds de invoering zijn er voorstellen geweest om het systeem maar weer af te schaffen, uit te breiden alsook om een jaarlijkse herberekening verplicht te stellen. Maar geen van de voorstellen heeft het Staatsblad gehaald.
Geneesmiddelen worden als onderling vervangbaar aangemerkt als zij:
- bij een gelijksoortig indicatiegebied kunnen worden toegepast,
- via een gelijke toedieningsweg worden toegediend, én
- in het algemeen voor dezelfde leeftijdscategorie zijn bestemd.

Onderling vervangbare middelen worden geplaatst op bijlage 1A van de regeling. Middelen die niet onderling vervangbaar zijn, worden geplaatst op bijlage 1B van de regeling.
Sedert de invoering van het GVS hebben vrijwel alle fabrikanten hun prijs tot aan de limiet aangepast. Alleen bij de ADHD-geneesmiddelen en de anticonceptiva worden forse bijbetalingen genoteerd, van rond de 40 miljoen per jaar. Er zijn meer dan 20 rechtszaken over gevoerd.

## Voetnoot
1. ↑  Staatsblad 28 juni 2005
2. ↑  Juridisch kader
3. ↑  http://site.zorgportaal.nl/index.php/zorgkrant/nieuwsl-lijst/2943-meer-dan-1-miljoen-adhd-voorschriften